# トルクァート・タッソ
トルクァート・タッソ（Torquato Tasso, 1544年3月11日 - 1595年4月25日）は、16世紀イタリアの叙事詩人。

## 生涯
ソレントに生まれる。父ベルナルド・タッソも詩人であった。パドヴァ大学で法律を学んだが、やがてこれを断念し、1562年に叙事詩『リナルド』（Rinardo）を出版した。
フェラーラの枢機卿ルイージ・デステに仕え、1573年に牧歌劇『アミンタ』（Aminta）および叙事詩の傑作『解放されたエルサレム（La Gerusalemme liberata, 1575年）を書いた。ルイージに従い1571年にフランスに赴き、詩人ロンサールに会う。
帰国後エステ家のフェラーラ公アルフォンソ2世に仕え厚遇される。この頃大いに名声を博し、多くの模倣者が出た。公の妹レオノーラを恋し、多くのソネットを捧げている。しかし『解放されたエルサレム』の内容が異端と見られることを恐れ、一部を書き改めたが、そのことを心痛し精神に異常を来し、公によって1577年に幽閉された。一度脱出したが、再び聖アンナ病院に収容され、7年間を過ごした（1579年 - 1586年）。
退院後、ゴンザーガ家のマントヴァ公ヴィンチェンツォのもとに赴いたが、さらに流浪を続け、詩作した。
晩年、教皇クレメンス8世が彼を桂冠詩人に叙するためローマに招聘したが、称号を授与される直前にローマの聖オノフリオ修道院で没する。その数奇な生涯は、ゲーテをはじめとして多くの作家の題材とされた。

## 作品
- 詩論に関する論述（Discorsi dell' arte poetica, 1567年 - 1570年）
  - 『詩作論』、村瀬有司訳、水声社、2019年
- パストラル アミンタ（Pastoral Aminta, 1573年）
  - 『愛神の戯れ 牧歌劇アミンタ』、鷲平京子訳、岩波文庫、1987年
- 解放されたエルサレム（La Gerusalemme liberata, 1575年）
  - 『エルサレム解放』、鷲平京子訳、岩波文庫、2010年
- 弁明（Apologia, 1586年）
- 英雄詩に関する論述（Discorsi del poema eroico, 1594年）
- 宗教詩『オリーヴ山』（Monte Oliveto, 1592年）
- 宗教詩『キリストの涙』（Lacrime di Cristo, 1593年）
- 戯曲（Torrismondo、1588年）